# خوسيه ميغيل برموديز
خوسيه ميغيل برموديز (بالإسبانية: José Miguel Bermúdez Ríos)‏ (9 يناير 1979 في إسبانيا - ) هو لاعب كرة قدم إسباني في مركز حراسة المرمى. لعب مع كولتورال ديبورتيفا ليونيسا ونادي برشلونة ج ونادي بورغوس ونادي ديبورتيفو طليطلة ونادي غيخيليو ونادي كونكينسي ونادي ماتارو وLogroñés CF ‏ وBenidorm CF ‏ وÁguilas CF ‏ ونادي فيغيراس ‏ ونادي كورنيا.

## وصلات خارجية
- خوسيه ميغيل برموديز على موقع قاعدة بيانات كرة القدم.إي يو (الإنجليزية)
- خوسيه ميغيل برموديز على موقع Soccerway.com (الإنجليزية)